# Nyctophilus arnhemensis
Nyctophilus daedalus là một loài động vật có vú trong họ Dơi muỗi, bộ Dơi. Loài này được Johnson mô tả năm 1959.

## Hình ảnh

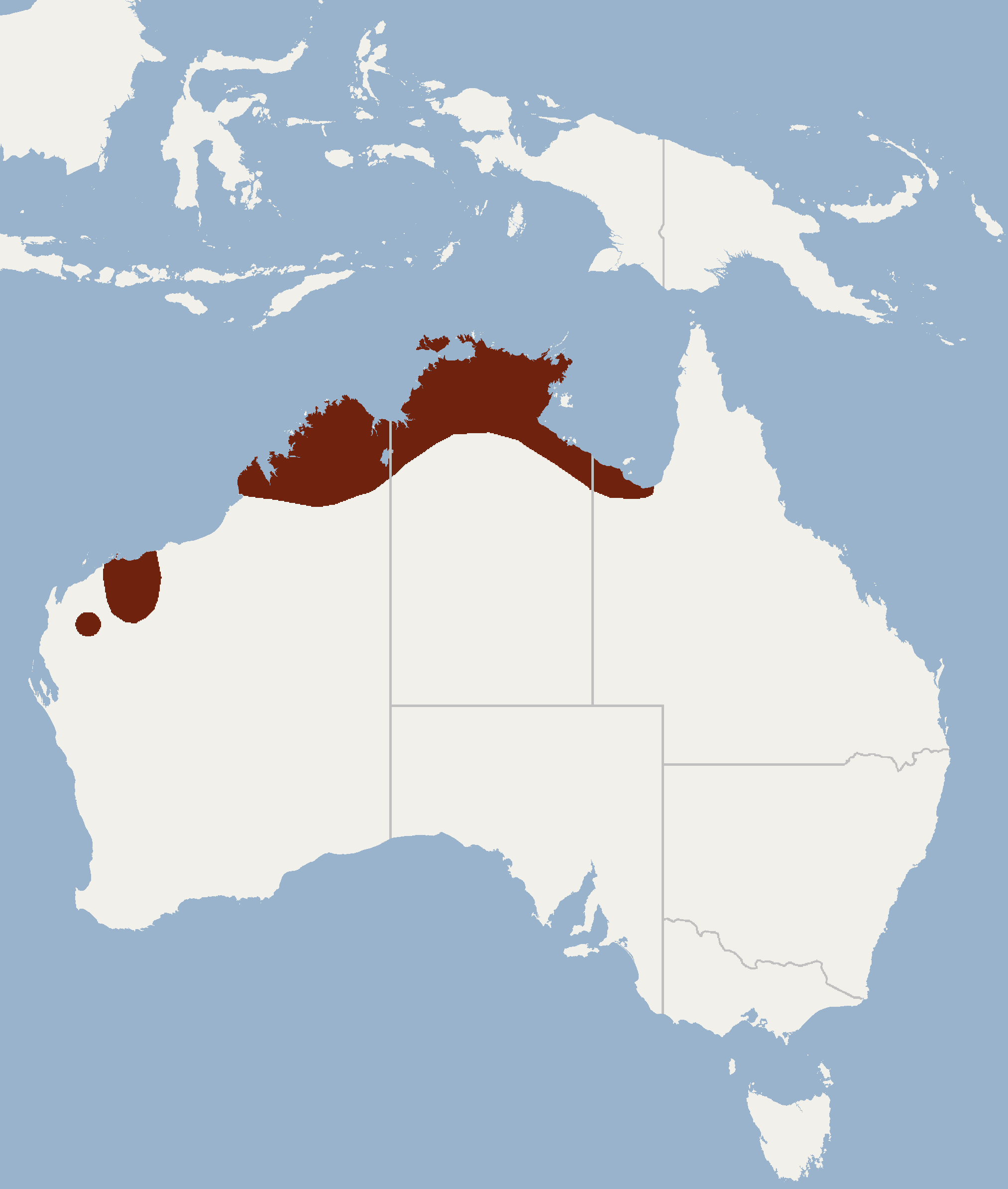